# Robert Philipp Hieronymi

Robert Hieronymi in seinem Atelier, 1914 oder kurz vorher.

Robert Philipp Hieronymi (* 27. Mai 1868 in Frankfurt am Main; † 17. März 1950 in Bonn) war ein deutscher Maler und Gemälde-Restaurator.

## Leben
Hieronymi war der jüngste Sohn des Bankprokuristen Peter Hieronymi und Louise Hieronymi (geb. Böhler). Nachdem er als 12-Jähriger im Frankfurter Dom Eduard von Steinle malen gesehen hatte, hatte er den Wunsch, dessen Schüler und wie dieser Kirchen- und Historienmaler zu werden. So bekam er noch als Schüler Zeichenunterricht bei Heinrich Hasselhorst am Städelschen Kunstinstitut. Nach Beendigung des Progymnasiums im Frühjahr 1884 wurde er von Eduard von Steinle als Schüler aufgenommen. Nach Steinles Tod 1886 übernahm ihn dessen Nachfolger Leopold Bode bis Herbst 1887 oder Frühjahr 1888. Danach als freischaffender Kunstmaler in Frankfurt ansässig bekam er Aufträge, unter anderem zum Kopieren von Gemälden alter Meister 1888/90 und 1892/93 zu Restaurierungen in der Leonhardskirche im Auftrag von Pfarrer Ernst Franz August Münzenberger.
Von Oktober 1894 bis Ende 1897 war Hieronymi in Rom, zunächst für zwei Semester an der Accademia di San Luca als Schüler bei Ludwig Seitz, danach wieder freischaffend. Es entstand neben anderen das Gemälde Die Hl. Familie bei der Arbeit, das bei einer Ausstellung mit dem Thema Heilige Familie in Turin als bestes ausgewählt wurde.
Ab 1898 in Frankfurt und ab 1908 in Bonn schuf Hieronymi für private Auftraggeber und für Kirchen christliche Motive, aber auch Porträts und romantische Szenen, wie zum Beispiel Die Jungfrau vom Lurlei.
Ab 1914 bot er sich vermehrt als Restaurator von Gemälden an. Im nördlichen Rheinland war er Pionier der konservierenden Methode, das heißt er legte die originale Malerei frei von Übermalungen und retouchierte nur das Nötigste. Die Aufträge von Privatpersonen, Kunsthändlern und Museen mehrten sich.
Ab Juni 1919 stellte er seine Tochter Angelina (1902–1980) an und bildete sie aus. Sie arbeitete bis 1926 als Restauratorin bei ihrem Vater, danach ließ sie sich in Düsseldorf und an der Münchener Akademie bei Karl Caspar als Kunstmalerin und als Restauratorin bei Max Doerner weiter ausbilden. Sie veröffentlichte fachliche Beiträge, in die sie auch Erkenntnisse aus der Werkstatt ihres Vaters einfließen ließ. Robert Hieronymis Mitarbeiterin wurde dann seine Frau Antonie.
1922 wurde Hieronymi als freier Mitarbeiter an das Wallraf-Richartz-Museum in Köln berufen und erhielt eine eigene Werkstatt dort. Ab 1933 ließen die rheinischen Museen sein Bonner Privathaus versichern, so dass er im eigenen Atelier unter anderem für das Wallraf-Richartz-Museum bis 1944 viele Gemälde restaurieren konnte. Hieronymi wendete die damals neuen Untersuchungsverfahren Röntgen-, Infrarot- und UV-Strahlung an. Er war ein gefragter Restaurator alter Kunstwerke, dem man gerne die wertvollsten Gemälde anvertraute:

„Die letzte Generation kennt den beweglichen, unermüdlichen Künstler Robert Hieronymi als einen der erfahrensten und erfolgreichsten Restauratoren, unter dessen geschickten und zart zufassenden Händen viele der Hauptwerke der westdeutschen Kunst, an der Spitze das Dombild Stephan Lochners in Köln, der Marienaltar des Conrad von Soest in Dortmund, der Hochaltar des Bartel Bruyn in Essen ihre Auferstehung gefunden haben.“

Von 1895 bis 1897 war er Mitglied der 1895 in Rom gegründeten Künstlerzunft. Ab 1897 war er Mitglied in der Deutschen Gesellschaft für christliche Kunst, die 1893 auf Initiative des Bildhauers Georg Busch gegründet worden war, der später (1936) der Schwiegervater von Tochter Angelina wurde.
Die Archivalien von Hieronymi liegen im Deutschen Kunstarchiv des Germanischen Nationalmuseums Nürnberg, Anderes aus dem Nachlass befindet sich im Archiv der Abteilung Kunsttechnologie und Restaurierung des Wallraf-Richartz-Museums & Fondation Corboud in Köln (das Museum Betreffendes, Originale, Bücher, Duplikate von Werkfotos und Restauriermaterialien).

## Werke (Auswahl)

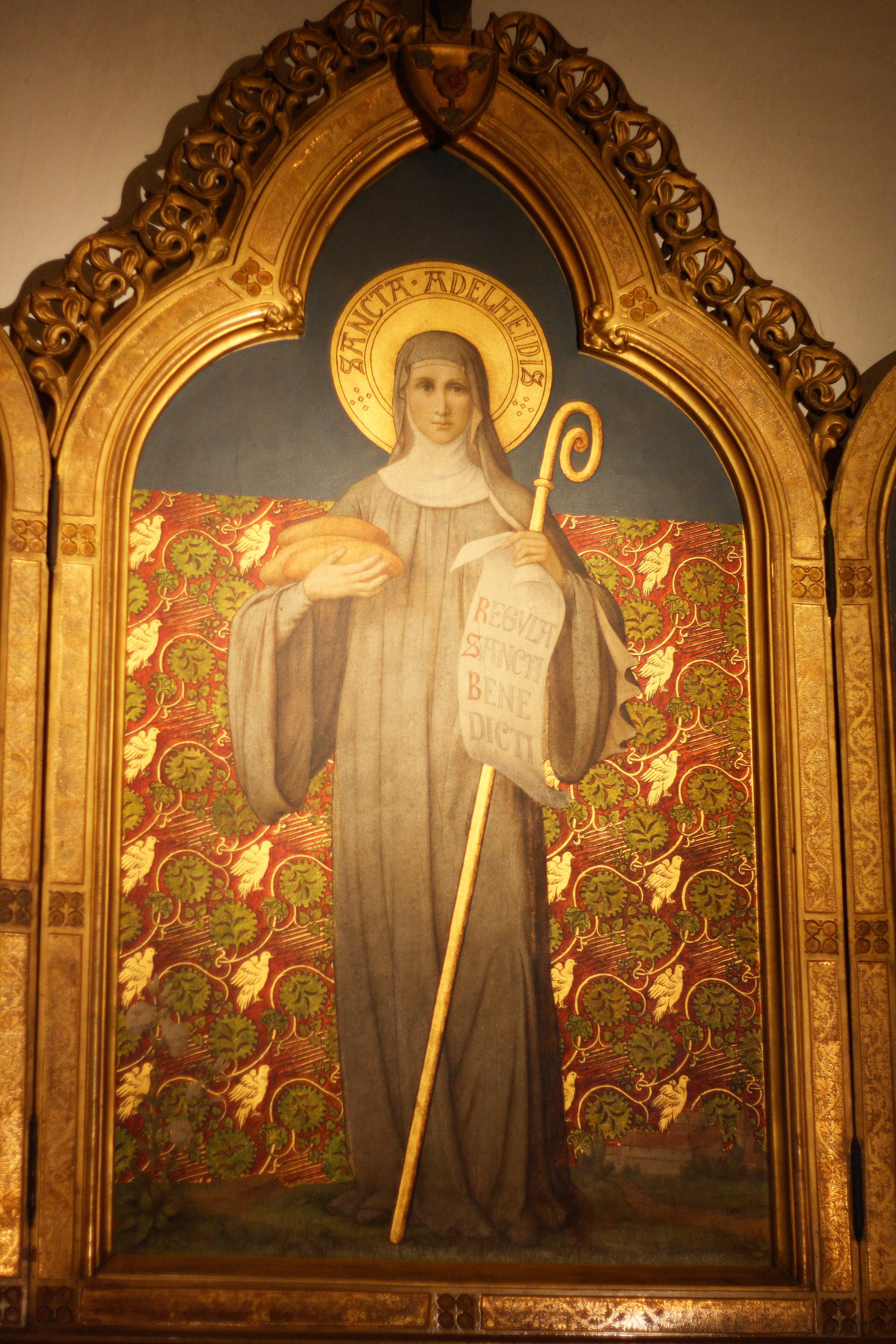
Hl. Adelheid in St. Peter, Vilich

- Hl. Adelheid in St. Peter, VilichMariä Verkündigung, Öl auf Leinwand, St. Martin in Hattersheim, 1889
- Kopien nach Hans Schüchlin, Marienaltar in der Deutschordenskirche in Frankfurt, 1888/1889
- Die Heilige Familie bei der Arbeit sowie Kopien nach M. Schongauer, St. Josef in Frankfurt-Bornheim, 1896/1897
- Zyklus von 12 Grisaillen, davon 11 in Anlehnung an Tafelbilder von Fra Angelico, Öl auf Leinwand, Marouflage, im Chorraum von St. Marien in Bonn, 1899–1903
- Mater amabilis, Aquarell,  im Besitz des Städel-Museums Frankfurt, Inv.Nr. 15857, 1902
- Deckenbild Fegefeuer nach einem Entwurf Eduard von Steinles, Öl auf Leinwand, Josefskapelle in Bischofsheim in der Rhön, 1902
- Hausaltar, 7 Aquarelle, für Prinz Johann Georg von Sachsen (nach dessen Tod 1938 versteigert), 1905
- St. Josef, Öl-Wachs auf Kupfer, Josefskapelle in Königstein im Taunus, 1907/1909
- Adelheidisaltar, Öl auf Holz, St. Peter in Bonn-Vilich, 1916/1917
- Antoniusbrot, Öl auf Holz,  St. Peter in Krefeld-Uerdingen, 1918

## Ausstellungen
- 1892 Mainz: Ausstellung für christliche Kunst der 39. Generalversammlung der Katholiken Deutschlands
- 1897 Turin: Ausstellung von Bildern der Hl. Familie, gesponsert durch Papst Leo XIII.
- 1899 und 1903: Frankfurt am Main: Schneiders Kunstsalon
- 1903 Frankfurt am Main: „Schwarz-Weiß-Ausstellung“, Kunstverein Frankfurt
- 1903 Köln: Ausstellung für christliche Kunst, 50. Generalvers. der Katholiken Deutschlands
- 1904 Regensburg: III. Ausstellung der Gesellschaft für christliche Kunst GmbH, 51. Generalversammlung der Katholiken Deutschlands
- 1907 Aachen: Ausstellung für christliche Kunst
- 1910 und 1911 Bonn: Bücher- und Bilderausstellung des Vereins katholischer Jugendfreunde: Kollektiv-Ausstellung des Steinle-Schülers Robert Hieronymi
- 1912 Bonn: „Jugendbewegung“. Bilderausstellung des Jugendvereins der Remigiuspfarre.